# Polydrepanum implicatum
Polydrepanum implicatum är en mångfotingart som beskrevs av Carl 1941. Polydrepanum implicatum ingår i släktet Polydrepanum och familjen orangeridubbelfotingar. Inga underarter finns listade i Catalogue of Life.